# Tina Steiner
Ernestina Steiner (Trieste, 31 marzo 1910 – agosto 2001) è stata una velocista italiana.

## Biografia
Fu otto volte campionessa italiana assoluta in quattro diverse specialità dell'atletica leggera: una volta nei 60 metri piani, una volta negli 80 metri piani, quattro volte nella staffetta 4×75 metri e due volte nella staffetta 4×100 metri.
Vestì tre volte la maglia della nazionale italiana, anche in occasione delle Olimpiadi della Grazia che si tennero a Firenze nel 1931. Qui conquistò la medaglia d'argento nella staffetta 4×75 metri insieme a Lidia Bongiovanni, Maria Bravin e Giovanna Viarengo con il tempo di 39"2, ma durante le semifinali le quattro atlete corsero in 38"4, facendo registrare il nuovo record italiano.
Conquistò altri record nei 60 e 100 metri piani, oltre che nella staffetta 4×100 metri, prima eguagliandolo a 53"2 nel 1930, per poi migliorarlo due volte fino a portarlo a 51"9 durante una gara internazionale a Królewska Huta, in Polonia, insieme alle connazionali che avevano già conquistato con lei il record della 4×75 metri.
Oltre alla velocità, fu attiva anche nei salti, conquistando un argento e un bronzo nel salto in alto e un bronzo nel salto in lungo ai campionati italiani assoluti di atletica leggera.

## Record nazionali
- 60 metri piani: 8"0 ( Firenze, 5 ottobre 1930)
- 100 metri piani: 12"8 ( Firenze, 5 ottobre 1930)
- Staffetta 4×75 metri: 
  - 40"6 ( Trieste, 4 agosto 1929), con Ebe Fragiacomo, Maria Cossovel e Derna Polazzo (SG Triestina)
  - 38"4 ( Firenze, 30 maggio 1931), con Lidia Bongiovanni, Maria Bravin e Giovanna Viarengo (squadra nazionale)
- Staffetta 4×100 metri: 
  - 53"2 ( Napoli, 19 giugno 1930) con Maria Bravin, Lidia Bongiovanni e Derna Polazzo (squadra nazionale)
  - 52"6 ( Praga, 7 settembre 1930) con Lidia Bongiovanni, Giovanna Viarengo e Maria Bravin (squadra nazionale)
  - 51"9 ( Królewska Huta, 8 agosto 1931) con Giovanna Viarengo, Lidia Bongiovanni e Maria Bravin (squadra nazionale)

## Palmarès
| Anno | Manifestazione         | Sede    | Evento            | Risultato  | Prestazione | Note |
| ---- | ---------------------- | ------- | ----------------- | ---------- | ----------- | ---- |
| 1931 | Olimpiadi della Grazia | Firenze | 60 m              | Semifinale | n/d         |      |
| 1931 | Olimpiadi della Grazia | Firenze | 4×75 m            | Argento    | 39"2        |      |
| 1931 | Olimpiadi della Grazia | Firenze | 4×100 m           | Semifinale | n/d         |      |
| 1931 | Olimpiadi della Grazia | Firenze | Staffetta svedese | 4ª         | 57"0        |      |

## Campionati nazionali
- 1 volta campionessa italiana assoluta dei 60 metri piani (1930)
- 1 volta campionessa italiana assoluta degli 80 metri piani (1930)
- 4 volte campionessa italiana assoluta della staffetta 4×75 metri (1928, 1929, 1930, 1931)
- 2 volte campionessa italiana assoluta della staffetta 4×100 metri (1930, 1931)

1928
- Bronzo ai campionati italiani femminili assoluti, 100 metri piani - n/d
- Oro ai campionati italiani femminili assoluti, staffetta 4×75 metri - 41"4

1929
- Bronzo ai campionati italiani femminili assoluti, 80 metri piani n/d
- Oro ai campionati italiani femminili assoluti, staffetta 4×75 metri - 41"4
- Argento ai campionati italiani femminili assoluti, salto in alto - 1,37 m

1930
- Oro ai campionati italiani femminili assoluti, 60 metri piani - 8"0 =
- Oro ai campionati italiani femminili assoluti, 80 metri piani - 10"8
- Oro ai campionati italiani femminili assoluti, staffetta 4×75 metri - 40"2
- Oro ai campionati italiani femminili assoluti, staffetta 4×100 metri - 53"6
- Bronzo ai campionati italiani femminili assoluti, salto in alto - n/d
- Bronzo ai campionati italiani femminili assoluti, salto in lungo - 4,59 m
- Argento ai campionati italiani femminili assoluti, triathlon - 151 punti

1931
- Argento ai campionati italiani femminili assoluti, 60 metri piani - 8"6
- Bronzo ai campionati italiani femminili assoluti, 100 metri piani - n/d
- Oro ai campionati italiani femminili assoluti, staffetta 4×75 metri - 40"4
- Oro ai campionati italiani femminili assoluti, staffetta 4×100 metri - 53"4